# Walerian Jasionowski
Walerian Jasionowski (ur. 10 lutego 1905 w Telika, zm. 17 czerwca 1977 w Los Angeles) – major dyplomowany pilot Polskich Sił Powietrznych w Wielkiej Brytanii, dowódca III/2 i 308 dywizjonów myśliwskich. 

## Życiorys
W 1926 roku rozpoczął naukę w Oficerskiej Szkole Lotnictwa, którą ukończył w 1928 roku z 28. lokatą jako obserwator. Otrzymał przydział do Morskiego Dywizjonu Lotniczego, gdzie latał w II Eskadrze Morskiej Niszczycielskiej (przemianowanej później na Morską Eskadrę Wielosilnikową). Pełnił funkcję dowódcy plutonu uzbrojenia. 8 lutego 1929 roku przeżył przymusowe wodowanie wodnosamolotu LeO H.13B po awarii jego silników. 27 września 1930 roku wszedł w skład załóg trzech łodzi latających Latham 43 wizytujących Lipawę. Od lutego do kwietnia 1933 roku pełnił funkcję oficera taktycznego MDL.
W sierpniu 1934 roku został przeniesiony do 2 pułku lotniczego w Krakowie. Przeszedł przeszkolenie w zakresie pilotażu i został skierowany do 121 eskadry myśliwskiej. W październiku wziął udział w Drugich Centralnych Zawodach Lotnictwa Myśliwskiego; reprezentacja III/2 dywizjonu myśliwskiego zajęła w nich pierwsze miejsce. 25 października 1937 roku objął stanowisko dowódcy eskadry i pełnił tę funkcję do listopada 1938 roku. Na stopień kapitana został mianowany ze starszeństwem z 19 marca 1938 i 18. lokatą w korpusie oficerów lotnictwa, grupa liniowa. 1 stycznia 1939 roku objął stanowisko oficera taktycznego III/2 dywizjonu.
1 września 1939 roku po śmierci Mieczysława Medweckiego objął stanowisko dowódcy dywizjonu. Z jego inicjatywy na trzech samochodach zamontowano radiostacje, co pozwoliło na naprowadzanie samolotów dywizjonu na nadlatujące samoloty Luftwaffe. 17 września, po agresji ZSSR na Polskę, wydał rozkaz podległym mu żołnierzom ewakuowania się na teren Rumunii.
Przedostał się do Francji, 1 marca 1940 roku objął dowództwo nad grupą 13 pilotów skierowanych do Szkoły Pilotażu Myśliwskiego w Étampes. 22 maja otrzymał rozkaz zorganizowania w Salon eskadry myśliwskiej, która miała latać na samolotach Koolhoven F.K.58. Jego piloci dopiero 28 maja otrzymali samoloty i rozpoczęli na nich szkolenie. Pomimo niesprawnego uzbrojenia w myśliwcach, Walerian Jasionowski już 30 maja wykonał pierwszy lot patrolowy nad Marsylią. 8 czerwca podległa mu jednostka została przebazowana do Clermont-Ferrand. W późniejszym okresie jego jednostka została przebazowana do Nevers. 17 czerwca jednostka otrzymała rozkaz przygotowania posiadanych samolotów myśliwskich do ataku na niemieckie czołgi. Do ataku na niemieckie oddziały lądowe w rejonie Bourges nie doszło. 18 czerwca, po wcześniejszym przeprowadzeniu rozpoznania lotniczego, zarządził ewakuację podległego mu oddziału do portów na południu Francji i ewakuację do Wielkiej Brytanii. 21 czerwca on i podlegli mu piloci zaokrętowali się w Saint-Jean-de-Luz na statek „Arandora Star” i ewakuowali się do Wielkiej Brytanii.
Wstąpił do Polskich Sił Powietrznych, otrzymał numer służbowy RAF P-0702. 10 listopada 1940 roku został wyznaczony na stanowisko dowódcy nowo formowanego 308 dywizjonu myśliwskiego „Krakowskiego”. 7 grudnia 1940 roku odszedł z tego stanowiska. Od grudnia 1942 do czerwca 1943 roku był pilotem w 315 dywizjonie myśliwskim, od 10 czerwca do sierpnia służył w 303 dywizjonie myśliwskim Warszawskim im. Tadeusza Kościuszki.
Został przydzielony na stanowisko kontrolera w operations room w 9 Grupie Myśliwskiej. W styczniu 1944 roku objął stanowisko oficera operacyjnego przy sztabie United States Army Air Forces. W marcu 1945 roku został skierowany do Wyższej Szkoły Lotniczej, którą ukończył we wrześniu.
Po zakończeniu działań wojennych nie zdecydował się na powrót do komunistycznej Polski. Wyemigrował do Stanów Zjednoczonych, gdzie zmarł 17 czerwca 1977 roku w Los Angeles.

## Ordery i odznaczenia
Za swą służbę otrzymał odznaczenia:
- Krzyż Walecznych
- Medal Lotniczy – czterokrotnie
- Polowy Znak Pilota